# الكسندر فوربس
الكسندر فوربس (بالإنجليزية: Alexander Forbes)‏ هو مستكشف ومؤرخ أمريكي، ولد في 1778، وتوفي في 1862.